# Fiorello La Guardia
Fiorello La Guardia (n. 1882 — d. 1947) a fost primar al orașului New York în perioada 1934–1945.
1. 1 2  Fiorello H. La Guardia, SNAC, accesat în 9 octombrie 2017
2. 1 2 3  Autoritatea BnF, accesat în 10 octombrie 2015
3. 1 2  „Fiorello La Guardia”, Gemeinsame Normdatei, accesat în 27 aprilie 2014
4. 1 2  Fiorello Henry LaGuardia, Find a Grave, accesat în 9 octombrie 2017
5. 1 2  Fiorello Henry La Guardia, Hrvatska enciklopedija[*]
6. 1 2  Find a Grave, accesat în 2 iulie 2024
7. ↑  „Fiorello La Guardia”, Gemeinsame Normdatei, accesat în 13 decembrie 2014
8. ↑  „Fiorello La Guardia”, Gemeinsame Normdatei, accesat în 31 decembrie 2014
9. ↑   https://archive.org/details/sim_new-york-times_1935-02-07_84_28138/page/18/ Lipsește sau este vid: |title= (ajutor)
10. ↑   https://oralhistoryportal.library.columbia.edu/document.php?id=ldpd_15198799, accesat în 26 septembrie 2023 Lipsește sau este vid: |title= (ajutor)
11. ↑  F.H. La Guardia Weds His Ex-Secretary, Miss Marie Fisher; House Applauds Him (în engleză), The New York Times, 1 martie 1929, accesat în 26 septembrie 2023